# ميهو ساتو
ميهو ساتو (باليابانية: 佐藤美保؛ بالكانا: さとう みほ) هي منافسة ألعاب القوى يابانية، ولدت في 14 أبريل 1978 في إيسه في اليابان.

## وصلات خارجية
- ميهو ساتو على موقع الاتحاد الدولي لألعاب القوى (الإنجليزية)
- ميهو ساتو على موقع أوليمبيديا (الإنجليزية)